# ¡Qué me dices!
¡Qué me dices! (¡QMD!) fue un programa de televisión dedicado a la actualidad de la prensa rosa, producido por Globomedia para la cadena española Telecinco, que lo emitió del 27 de julio de 1995 al 12 de julio de 1998. Estaba presentado por Belinda Washington (1995-1996 / 1997-1998), Paz Padilla (1996-1997) y José Antonio Botella "Chapis". Según la cantante Massiel y la periodista Chelo García-Cortés, este programa ha sido el "precursor de la prensa amarilla en nuestro país".

## Revista QMD!
A raíz del éxito del espacio televisivo, el 22 de marzo de 1997 salió al mercado la revista semanal ¡Qué me dices!, El corazón más divertido que siguiendo el espíritu del programa, se aproxima a la actualidad del corazón desde una perspectiva más ácida y desenfadada. A pesar de la desaparición del programa televisivo, la revista ha seguido publicándose por Hachette. Dirigida por Javier Huerta desde el año 2000, es uno de los medios escritos de mayor difusión en España (por encima de los 250.000 ejemplares semanales, según OJD) y también de mayor audiencia, con cerca de 1,2 millones de lectores en la tercera ola del Estudio general de medios de 2008. El 4 de diciembre de 2021 con el número 1.290 finaliza la venta de la revista en los quioscos pero sigue distribuyéndose con el periódico 'La Razón' hasta el número 1.293 de 25 de diciembre de 2021 que es cuando acaba de editarse en papel.

## Premios y nominaciones

### 1995
- Premio TP de Oro al mejor programa de variedades.

### 1996
- Premio TP de Oro al mejor magazine.
- Nominación al TP de Oro a la mejor presentadora para Belinda Washington.

### 1997
- Premio TP de Oro a la mejor presentadora para Belinda Washington.